# Rebild
Rebild é um município da Dinamarca, localizado na região da Jutlândia do Norte.
O município tem uma área de 628 km² e uma população de 28 633 habitantes, segundo o censo de 2007.
Foi instituído a 1 de Janeiro de 2007 no decurso da reforma administrativa de 2004-2007, agregando os antigos municípios de Nørager, Skørping e Støvring.